# 阿拉契诺沃市镇

所在位置

阿拉契诺沃市镇是北马其顿共和国北部的一个市镇，行政中心为阿拉契诺沃村，属于斯科普里统计区。市镇总面积为31.3平方公里，总人口11,992（2002年）。

## 地理
阿拉契诺沃市镇西临斯科普里市，北邻利普科沃市镇，东邻库马诺沃市镇，南邻彼得羅韋茨市鎮。该市镇为乡村市镇，即市镇内所有居民点为村庄。该市镇内共有5个居民点。